# Heby
Heby – miejscowość (tätort) w Szwecji, w regionie administracyjnym (län) Uppsala, w gminie Heby.
Według danych Szwedzkiego Urzędu Statystycznego liczba ludności wyniosła: 2724 (31 grudnia 2015), 2705 (31 grudnia 2018) i 2788 (31 grudnia 2019).